# Chania (Regionalbezirk)

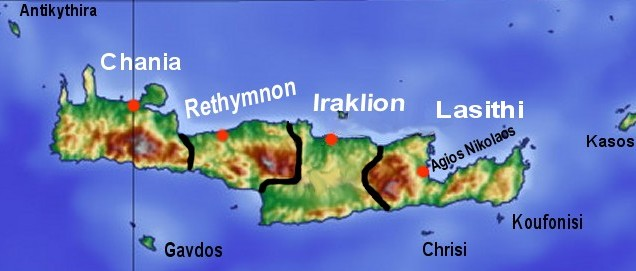
Die Regionalbezirke von Kreta

Der Regionalbezirk Chania (griechisch Περιφερειακή Ενότητα Χανίων Periferiakí Enótita Chaníon) ist einer der vier Regionalbezirke der griechischen Region Kreta. Er ist benannt nach seinem Zentrum, der Stadt Chania.
Topographisch umfasst der Regionalbezirk den gesamten Westteil Insel Kreta bis zu den östlichen Ausläufern der Lefka Ori (‚Weiße Berge‘). Die kleine Insel Gavdos, welche den südlichsten Punkt Europas darstellt, gehörte ebenso zum Regionalbezirk Chania wie die bekannte Samaria-Schlucht.

## Verwaltungsstruktur
Die Region Kreta bildet eine der 13 Regionen (Ez. periféria περιφέρεια) Griechenlands und gliedert sich in vier Regionalbezirke, die den Gebieten der ehemaligen Präfekturen bis 2010 entsprechen. Proportional zu deren Einwohnerzahl entsenden sie eine bestimmte Anzahl Abgeordneter in den 45-köpfigen Regionalrat.
Die Präfektur Chania (Νομός Χανίων) wurde geschaffen, als Kreta noch ein autonomer Staat war, und blieb auch nach dem Beitritt der Insel zu Griechenland im Jahr 1913 als Präfektur bestehen. Von 1915 bis 2010 hatte der heutige Regionalbezirk Chania den Status einer Präfektur, seit 1997 selbst verwaltet. Die Provinz Sfakia (Επαρχία Σφακίων Eparchía Sfakíon), die der heutigen Gemeinde entspricht kam 1925 von der Präfektur Rethymno zu Chania. Mit der griechischen Verwaltungsreform 2010 wurden die Präfekturen abgeschafft und deren Kompetenzen auf die Regionen und die zahlenmäßig stark verringerten Gemeinden aufgeteilt. Der Regionalbezirk Chania entsendet elf Abgeordnete in den kretischen Regionalrat, hat darüber hinaus jedoch keine politische Bedeutung mehr.
Der Regionalbezirk Chania umfasst sieben Gemeinden.
| Gemeinde              | griechischer Name                               | Code | Fläche (km²) | Einwohner 2011 | Einwohner 2021 | Lage |  |
| --------------------- | ----------------------------------------------- | ---- | ------------ | -------------- | -------------- | ---- |  |
| Chania                | Δήμος Χανίων (Dímos Chaníon)                    | 7401 | 350,961      | 108.642        | 111.375        |      |  |
| Apokoronas            | Δήμος Αποκορώνου (Dímos Apokorónou)             | 7402 | 315,288      | 012.807        | 012.247        |      |  |
| Gavdos                | Δήμος Γαύδου (Dímos Gávdou)                     | 7403 | 034,502      | 000152         | 000142         |      |  |
| Kandanos-Selino       | Δήμος Καντάνου-Σελίνου (Dímos Kandánou-Selínou) | 7404 | 374,793      | 005.431        | 005.009        |      |  |
| Kissamos              | Δήμος Κισσάμου (Dímos Kissámou)                 | 7405 | 341,934      | 010.790        | 010.632        |      |  |
| Platanias             | Δήμος Πλατανιά (Dímos Plataniá)                 | 7406 | 492,338      | 016.874        | 015.299        |      |  |
| Sfakia                | Δήμος Σφακίων (Dímos Sfakíon)                   | 7407 | 467,131      | 001.889        | 002.002        |      |  |
| Regionalbezirk Chania | Regionalbezirk Chania                           | 74   | 2.376,947    | 156.585        | 156.706        |      |  |

## Partnerschaften
Seit 2012 besteht eine informelle Partnerschaft zwischen dem Regionalbezirk Chania und dem Landkreis Calw in Baden-Württemberg.